# マリア・フランシスカ・デ・アシス・デ・ブラガンサ
マリア・フランシスカ・デ・アシス・デ・ブラガンサ（Maria Francisca de Assis de Bragança, 1800年4月22日 - 1834年9月11日）は、ポルトガル王女（Infanta de Portugal）である。ポルトガル王ジョアン6世と王妃カルロッタ・ジョアキナの三女にあたり、スペインの王族モリナ伯カルロス（後のカルロス5世）の最初の妃となった。

## 生涯
マリア・フランシスカは1800年4月22日、ポルトガルにて、ポルトガル王ジョアン6世と、その妃でスペイン王カルロス4世の娘であるカルロッタ・ジョアキナの三女として生まれた。
1816年9月4日、母方の叔父にあたるスペイン王子モリナ伯カルロスと結婚し、3人の息子をもうけた。モリナ伯はスペイン国内の保守・伝統主義勢力によって正統な王位継承者と見なされていた。1833年にスペインでフェルナンド7世が死去すると、モリナ伯の王位継承を実現させるべく第一次カルリスタ戦争が勃発した。マリア・フランシスカは1834年9月11日、亡命先のイギリスで死去した。
モリナ伯は、マリア・フランシスカの死から4年後の1838年、彼女の長姉でスペイン王子ペドロ・カルロスの未亡人であったマリア・テレザと再婚した。

## 子女
モリナ伯カルロスとの間には、以下の3男をもうけた。
- カルロス（Carlos, 1818年 - 1861年） - カルリスタ王位請求者（カルロス6世）
- フアン（Juan, 1822年 - 1887年） - カルリスタ王位請求者（フアン3世）、フランスのレジティミスト王位請求者（ジャン3世）
- フェルナンド（Fernando, 1824年 - 1861年）